# Emilio Kowalski
Emilio Kowalski Carón (Palencia, 1888-Santander, 1967) fue un ingeniero de caminos español.

## Biografía
Nacido en Palencia en 1888, era hijo de un técnico que trabajaba para la Compañía de los Caminos de Hierro del Norte de España. Cursó la carrera de Ingeniero de caminos, y tras obtener el título pasó a trabajar en el sector ferroviario. En 1924 fue destinado a la Jefatura de Estudios y Construcciones de ferrocarriles del Nordeste de España, dependiente del Ministerio de Fomento, interviniendo en la redacción y dirección de varios proyectos. Durante esos años fue autor del proyecto para el ferrocarril directo Madrid-Burgos, cuya construcción impulsó la dictadura de Primo de Rivera. También llegó a desempeñar el puesto de ingeniero-jefe en la Compañía del Ferrocarril de Argamasilla a Tomelloso, propietaria de la línea Cinco Casas-Tomelloso. 
Tras el estallido de la Guerra Civil, en julio de 1936, permaneció en la zona republicana. Durante la contienda Kowalski desempeñó la jefatura de las obras de construcción del llamado «ferrocarril de los cuarenta días», que permitió sortear el corte de comunicaciones a Madrid por las fuerzas franquistas.